# Amueshas
Los amueshas o yáneshas son un pueblo indígena de la selva amazónica peruana. En la actualidad su población censada asciende a 7000 personas repartidas en 48 comunidades que se ubican en las provincias de Puerto Inca (Huánuco), Chanchamayo (Junín) y Oxapampa (Pasco), en cerca de 35 comunidades nativas asentadas en torno a La Merced, San Luis de Shuaro, Sogorno, Oxapampa, Villa Rica, Palcazú y alrededor del Parque Nacional Yanachaga-Chemillén. Constituyen el 2,91% de los habitantes indígenas censado en la Amazonía del Perú. Sus comunidades están situadas, en un rango de altitud que va de los 200 a los 1600 metros sobre el nivel del mar, en las orillas de los ríos Pichis, Palcazu, Pachitea, Huancabamba, Cacazú, Chorobamba, Yurinaqui, entre otros.

## Historia
Los amuesha, que se denominan a sí mismos, pertenecen al grupo lingüístico Arahuaco o Arawak, que es la segunda familia etnolingüística más grande del Perú, y que también integran los Asháninkas, Ashéninka, Piros, Yine, Matsiguenga y Nomatsiguenga. 
Su primer contacto con el mundo occidental lo tuvieron a través de los frailes mercedarios que en la segunda mitad del siglo XVI incursionaron en la región, pero no fue sino hasta principios del siglo XVIII que los misioneros, esta vez franciscanos, lograron establecer relaciones estables con esta etnia y otras que habitaban la zona. El padre Francisco de San José llegó a fundar reducciones indígenas en el Cerro de la Sal, en Quimiri y otros lugares cercanos, pero la gran rebelión indígena acaudillada por Juan Santos Atahualpa en 1742, acaba con ellos y mantiene la región cerrada por varias décadas.
No se conoce a ciencia cierta el número de amueshas que existían entonces, pero seguramente ya habían empezado a ser víctimas de las enfermedades introducidas por el hombre blanco. Durante el siglo XIX, la zona es nuevamente abierta por expediciones que buscan establecer rutas hacia la selva baja y por intentos de colonización como el que promueve el gobierno con la llegada de inmigrantes alemanes a Pozuzo.
La llegada del hombre occidental representó para los amuesha la pérdida de territorio, y el cambio de hábitos de vida, pues fueron agrupados en pueblos y extensos territorios suyos pasaron a propiedad de los colonos. Esta situación los llevó a agruparse en un Congreso Amuesha y luego en la Federación Yanesha, siendo esta etnia de las primeras que tuvo una organización gremial. La Ley de Comunidades Indígenas, promulgada en 1974, durante el gobierno militar, reparó en parte la situación de desposesión al conceder en propiedad a los grupos amuesha algunos territorios.
Los amuesha vivían de la caza, la pesca y la agricultura. Hoy la caza es cada vez más rara y la agricultura se ha diversificado, pues los amuesha han empezado a cultivar café y achiote, así como a desarrollar actividades forestales, explotar la uña de gato y criar animales para su consumo. También es una fuente de ingresos la artesanía, especialmente su cerámica.
En 1988, sobre un territorio de 34.774 hectáreas se estableció, en el Distrito de Palcazú, la Reserva Comunal Yanesha con la finalidad de proteger la fauna que sirve de sustento a las comunidades amuesha de la zona.

## Cultura

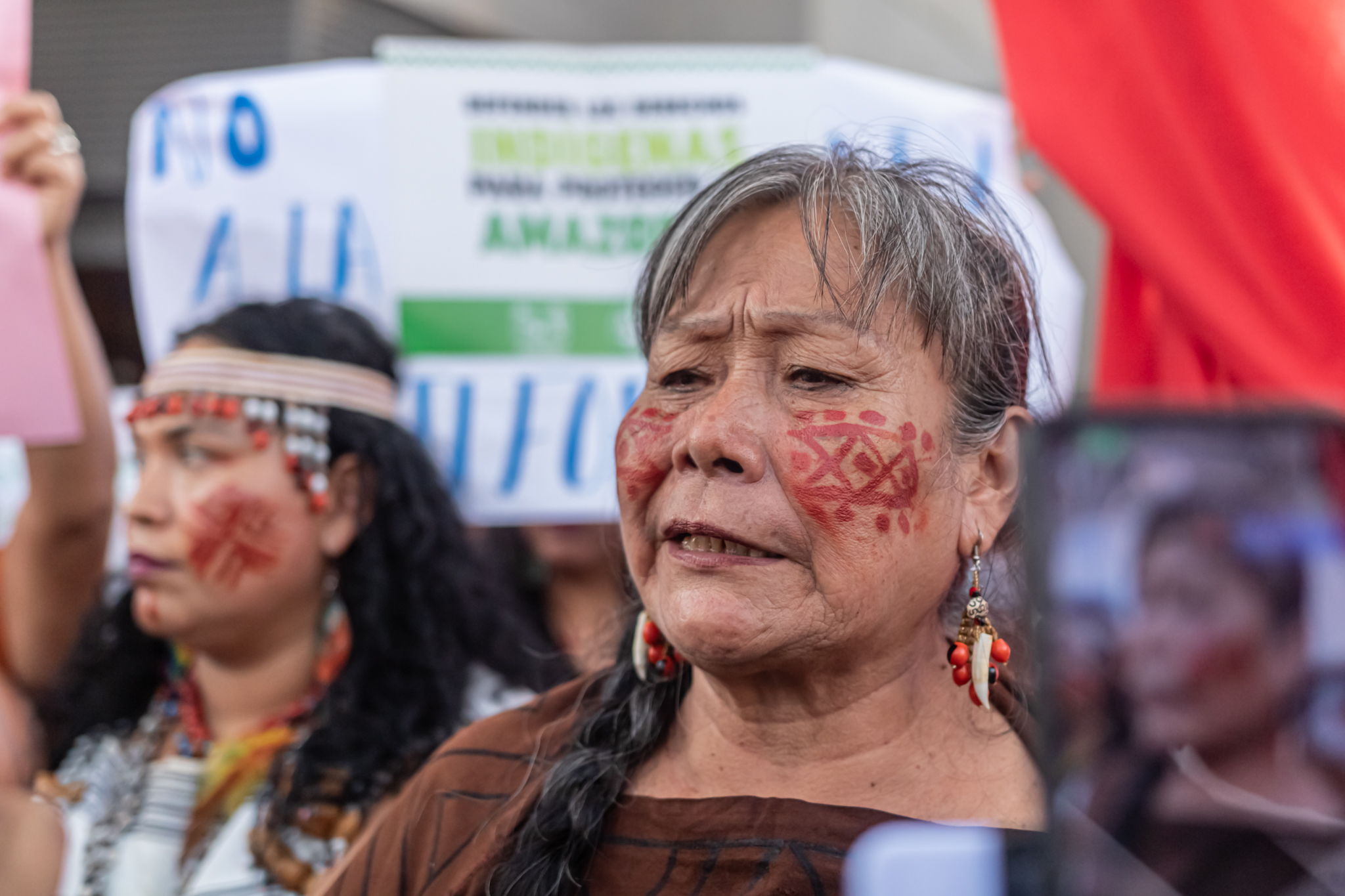
Teresita Antazú, activista y líder política yanesha

### Vestimenta
Antes de la llegada de los españoles a la selva central, la vestimenta de las mujeres, denominada cushma o kashemoets, consistía en un vestido largo que llegaba hasta los pies. Este solía ser de hilo de algodón nativo de color blanco natural o teñido de color marroón, azul oscuro o negro, en base a tintes naturales. Las cushmas más adornadas tenían colgantes de semillas, huesos de animales, plumas, pájaros, o colas de pescado. Algunas semillas eran aromáticas, de tal manera que la mujer emanaba un aroma especial al mismo tiempo que emitía un sonido al caminar. Los huesos de los animales representaban a aquellos que sus esposos habían cazado. Las mujeres complementaban su vestimenta con bandas tejidas y de semillas que atravesaban sus cuerpos de un lado a otro, collares de semillas, pulseras y tobilleras. 
En tiempos modernos, la cushma de algodón ha sido reemplazada por la tela de tocuyo. Las cushmas son de un solo color y se agregan adornos en los hombros, tales como mostacillas, semillas, plumas o huesos de animales; otras llevan una franja horarizontal en la parte baja con diseños yanesha. En los eventos o ceremonias especiales se usa una banda, así como una especie de pandereta como instrumento musical.